# Kachhla
Kachhla è una suddivisione dell'India, classificata come nagar panchayat, di 7.837 abitanti, situata nel distretto di Budaun, nello stato federato dell'Uttar Pradesh.